# Saint-Mexant
 Saint-Mexant  là một xã thuộc tỉnh Corrèze trong vùng Nouvelle-Aquitaine miền trung Pháp.